# Isaac Commelin

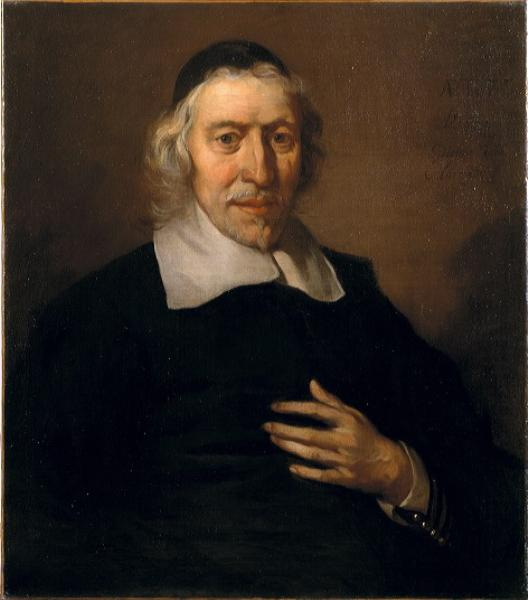
Isaac Commelin

Isaac Commelin (* 19. Oktober 1598 in Amsterdam; † 13. Januar 1676 in Amsterdam) war ein niederländischer Verleger und Buchhändler.

## Leben und Wirken
Isaac Commelin ist der Sohn von Jean Commelin (ca. 1548–1615) und dessen Frau Catharina Jansdr Valckenier (ca. 1560–1621). Am 4. Oktober 1626 heiratete er Cornelia Bouwer (1607–1641), die spätere Mutter des Botanikers Jan Commelin.
Seit 1626 war er als Buchhändler und Verleger in Leiden tätig. Nach dem Tod seiner Frau zog er 1641 mit der Familie nach Amsterdam.
1646 gab er das von ihm zusammengestellte Werk Begin Ende Voortgangh, Van de Vereenighde Nederlantsche Geoctroyeerde Oost-Indische Compagnie (deutsch: „Anfang und Fortgang der Niederländischen Ostindien-Kompanie“) heraus. Es enthält Beiträge von 21 Autoren und ist die bedeutendste Zusammenstellung zur Geschichte der Niederländischen Ostindien-Kompanie. Das Werk ist mit 230 Karten und Abbildungen ausgestattet.
Weitere bedeutsame Zusammenstellungen, die er verlegte, waren die 1651 erschienene Sammlung zur Geschichte der Prinzen Wilhelm und Moritz von Oranien sowie die 1665 unter dem Titel Beschriyvinge van Amsterdam erschienene kurze Beschreibung von Amsterdam. 
Isaac Commelin war ein angesehener Bürger von Amsterdam. 1647 wurde er Leiter des Nieuwe Zijds Huiszittenhuis und 1655 Leiter des Sint Pietergasthuis in Amsterdam.

## Herausgegebene Werke (Auswahl)
- Begin ende voortgangh van de Vereenighde Nederlantsche Geoctroyeerde Oost-Indische Compagnie: Vervatende de voornaemste reysen, by de inwoonderen der selver provincien derwaerts gedaen... (Amsterdam: Johannes Janssonius, 1646 - 2 Bände)
- Wilhelm En Maurits van Nassau, Princen van Orangien, Haer Leven en Bedrijf, Of 't Begin en Voortgang der Nederlandsche Oorlogen: Vervatende een Vaerachtigh Verhael Aller Belegheringen ende Victorien, Daer de Ho. Mog. Heeren Staten der Vereenighde Nederlanden, onder hun wijse Regeeringe te Water en te Lande, door Godes zegen mede verrijckt zijn; Met verscheyde Koopere Figueren verciert; En door een Lief-hebber der Historien uyt verscheyde Schriften te samen ghestelt (Amsterdam, 1651)
- Beschrijvinge van Amsterdam, haar eerste oorspronk uyt den huyze der Heeren van Aemstel en Aemstellant; met en verhaal van haar leven en dappere krijgsdaden. Uyt verscheyde oude en nieuwe Hollandtsche kronijcken, beschrijvingen, brieven, willekeuren, etc. by een vergadert. (Amsterdam, M. Wz. Doornick, 1665)